# Tetragonia cristata
Tetragonia cristata är en isörtsväxtart som beskrevs av Charles Austin Gardner och A.M. Prescott. Tetragonia cristata ingår i släktet tetragonior, och familjen isörtsväxter. Inga underarter finns listade i Catalogue of Life.